# 昆恩·史奈德
昆恩·普萊斯·史奈德（英語：Quin Price Snyder，1966年10月30日—），出生於美國華盛頓州默瑟島，為美國籃球教練，目前擔任亞特蘭大老鷹總教練

## 大學時期

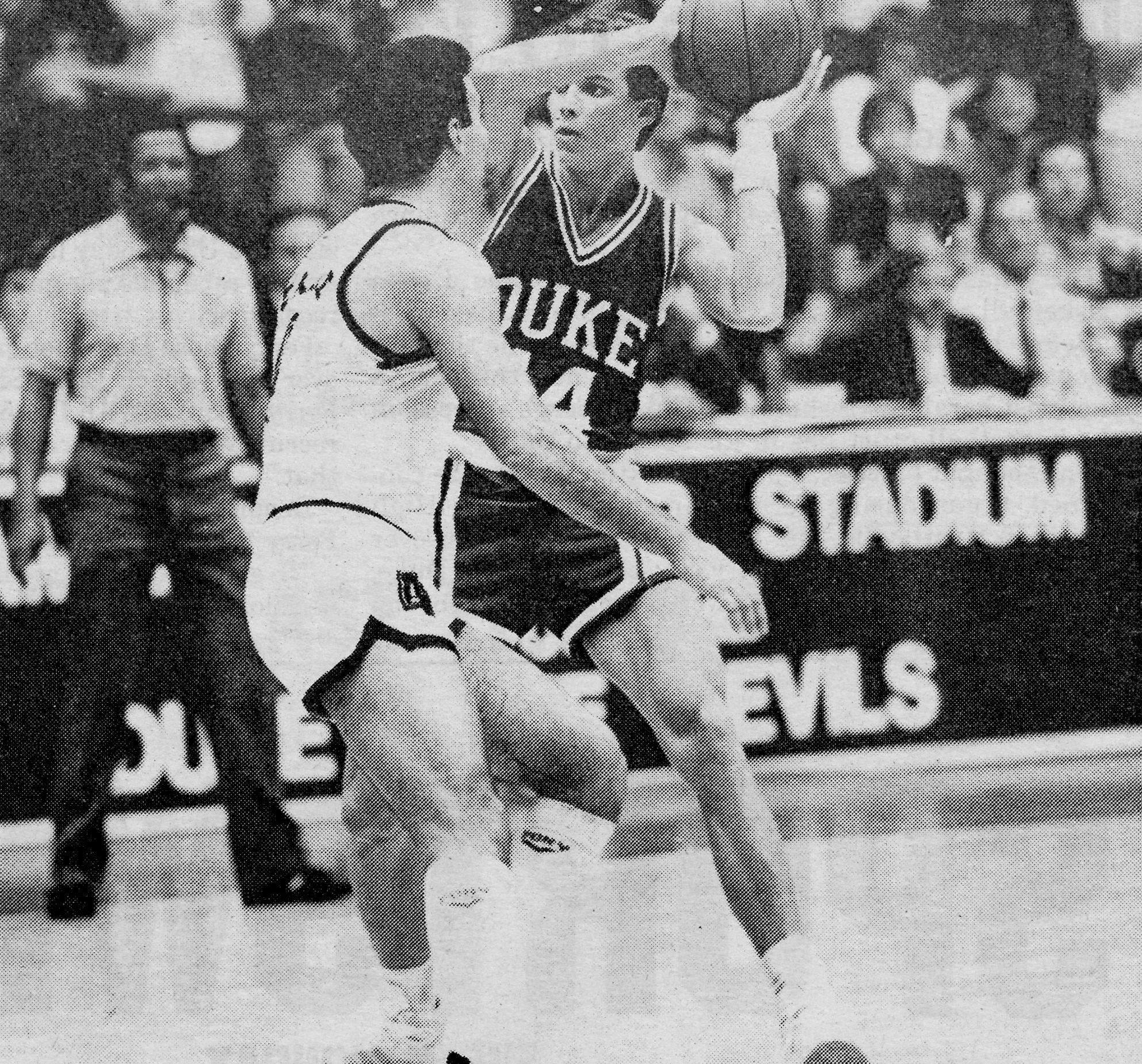
史奈德就讀杜克大學一年級時期

就讀杜克大學時期，史奈德主打控球後衛，曾參與過1986年、1988年及1989年的NCAA一級男子籃球錦標賽準決賽。史奈德升上大二後成為球隊固定先發；大四被選作隊長，同時也入選全美學院陣容。
史奈德1989年以哲學、政治雙學位自杜克大學畢業，並在1995年先後取得杜克大學福夸商學院企業管理碩士及法學院法律博士學位。

## 執教生涯

### 洛杉磯快艇（1992-1993）
史奈德在攻讀研究所時，於1992-93賽季出任洛杉磯快艇的助理教練。

### 費城76人（2010-2011）
2010年6月11日，史奈德以球員技巧發展教練加入費城76人教練團，隨後試訓2010年選秀可能選中的球員，當中包括埃文·特納。76人最終以41勝41敗結束賽季。

### 莫斯科中央陸軍（2012-2013）
2012年7月8日，莫斯科中央陸軍籃球俱樂部聘任史奈德為助理教練。中央陸軍在本賽季晉級歐洲籃球聯賽四強賽，準決賽不敵最終掄元的奧林匹亞科斯籃球俱樂部。

### 亞特蘭大老鷹（2013-2014）
2013年6月10日，亞特蘭大老鷹宣布延攬史奈德進入麥克·布丹霍澤的教練團。

### 猶他爵士（2014-2022）
猶他爵士2014年宣布聘任史奈德為總教練，並分別在2016年、2019年延長合約，續掌兵符。。史奈德曾於2007年至2010年與爵士總經理丹尼斯·林賽合作，當時林賽擔任聖安東尼奧馬刺的助理總經理，而史奈德則執教馬刺G聯盟的附屬球隊奧斯汀公牛。2018年6月，史奈德入選年度最佳教練。
2021年2月18日，史奈德因戰績出色（23勝5敗）而被選為2021年NBA全明星賽的西區總教練。
2022年6月5日，史奈德辤去總教練職位。

### 重返亞特蘭大（2023-至今）
2023年2月26日，亞特蘭大老鷹宣布以五年合約聘任史奈德為總教練，過去曾擔任該隊一年助理教練。

## 執教賽績
| 隊伍 | 年份    | 常規賽 | 常規賽 | 常規賽 | 常規賽 | 常規賽         | 季後賽                |
| 隊伍 | 年份    | 比賽   | 勝     | 負     | 勝率   | 排名           | 季後賽                |
| ---- | ------- | ------ | ------ | ------ | ------ | -------------- | --------------------- |
| UTA  | 2014-15 | 82     | 38     | 44     | .463   | 西南赛区第三名 | 未進入季後賽          |
| UTA  | 2015-16 | 82     | 40     | 42     | .488   | 西南赛区第三名 | 未進入季後賽          |
| UTA  | 2016-17 | 82     | 51     | 31     | .622   | 西南赛区第一名 | 第二輪(0-4敗勇士)     |
| UTA  | 2017-18 | 82     | 48     | 34     | .585   | 西南赛区第三名 | 第二輪(1-4敗火箭)     |
| UTA  | 2018-19 | 82     | 50     | 32     | .610   | 西南赛区第三名 | 第一輪(1-4敗火箭)     |
| UTA  | 2019-20 | 72     | 44     | 28     | .611   | 西南赛区第三名 | 第一輪(3-4敗金塊)     |
| UTA  | 2020-21 | 72     | 52     | 20     | .722   | 西南赛区第一名 | 第二輪(2-4敗快艇)     |
| UTA  | 2021-22 | 82     | 49     | 33     | .598   | 西南赛区第一名 | 第一輪(2-4敗獨行俠)   |
| ATL  | 2022-23 | 21     | 10     | 11     | .476   | 東南赛区第二名 | 第一輪(2-4敗塞爾提克) |
| ATL  | 2023-24 | 82     | 36     | 46     | .439   | 東南赛区第三名 | 未進入季後賽          |
| ATL  | 2024-25 | 82     | 40     | 42     | .488   | 東南赛区第二名 | 未進入季後賽          |
| 總計 | 總計    | 821    | 458    | 363    | .558   |                |                       |